# The Elder Scrolls II: Daggerfall
The Elder Scrolls II: Daggerfall (также известная как The Elder Scrolls Chapter II: Daggerfall, с англ. — «Древние Свитки глава II: Даггерфолл») — компьютерная игра в жанре action RPG для MS-DOS, разработанная Bethesda Softworks и выпущенная в 1996 году. Она является продолжением игры The Elder Scrolls: Arena и второй частью серии The Elder Scrolls. С 2009 года игра переведена в разряд freeware и доступна для скачивания на сайте разработчика.
Daggerfall представляет собой компьютерную ролевую игру с открытым миром. Её действие происходит на берегах залива Илиак на вымышленном материке Тамриэль. Безымянный главный герой посещает различные города и государства, в том числе город Даггерфолл, в качестве тайного агента императора. Daggerfall предоставляет игроку возможность свободно путешествовать по миру игры, самостоятельно находя новые места и задания.

## Игровой мир

Скриншот от первого лица из Daggerfall, демонстрирующий графику и интерфейс игры

События Daggerfall, как и у других игр серии The Elder Scrolls, развиваются на вымышленном континенте Тамриэль, в том числе и в королевствах Хай Рок и Хаммерфелл. Поездки по ним осложняются ещё и большим количеством врагов, самые сильные из которых — Даэдра.
Daggerfall — игра с самым большим открытым миром из всей серии The Elder Scrolls: около 160 000 квадратных километров, что сравнимо с территориями Туниса (163 610 км²) и Суринама (163 821 км²). Чтобы пройти с одного конца карты до другого, игроку потребуется 60 часов реального времени. Кроме большой площади игра предоставляет более чем 15 000 городов, деревень, и пещер, которые можно исследовать и около 750 000 неигровых персонажей. По словам Тодда Говарда, площадь карты следующей игры серии, The Elder Scrolls III: Morrowind, соответствует 0,01 % от размера Daggerfall. The Elder Scrolls IV: Oblivion распологает 41.4 квадратными километрами для исследования, The Elder Scrolls V: Skyrim — приблизительно 30. В Daggerfall есть около 750 000 NPC, которые могут взаимодействовать с игроком, при приблизительно 1000 NPC в Morrowind и Oblivion.
Чтобы помочь игрокам в прохождении через длинные склепы и древние подземные крепости, была разработана автокарта. Игроки должны посетить приблизительно 6-8 регионов, чтобы закончить игру, хотя в общей сложности присутствуют 47 областей. Использование одинаковых блоков для строительства как городов, так и подземелий заставило некоторых[каких?] рецензентов жаловаться на монотонность игры. В 2002 году в игре Morrowind эта проблема была решена, и Морровинд оказался хоть и гораздо меньшим, но более детальным миром с уникальными поселениями, пещерами и прочими локациями.

## Игровой процесс
The Elder Scrolls: Daggerfall является однопользовательской игрой в жанре фэнтезийной action RPG со свободным исследованием игрового мира. Игровой процесс во многом схож с предыдущей игрой серии, The Elder Scrolls: Arena.
В игре используется вид от первого лица с псевдотрёхмерной графикой в 256-цветном режиме VGA и плавным передвижением в реальном времени. В игре присутствует смена дня и ночи, времён года, а также различные погодные явления, такие как снег, туман и дождь. Управлять передвижением можно с использованием мыши или клавиатуры. Бои происходят в реальном времени, однако применение магии требует вызова книги заклинаний, которое ставит игру на паузу.
Ролевая система в Daggerfall существенно отличается от Arena, хотя сохраняет некоторые общие элементы. Главным нововведением является переход к системе развития персонажа, основанной на навыках. Навыки подразделяются на четыре категории: основные (primary), главные (major), второстепенные (minor) и прочие (miscellaneous). Уровень персонажа повышается только за счёт улучшения его навыков при их использовании, а не путём накопления опыта за убийство противников. Чем чаще применяется навык, тем быстрее он совершенствуется. При низком значении уровня владения навыком для его повышения нужно совершить небольшое число соответствующих ему действий, но прогресс постепенно замедляется по мере роста навыка.
В связи с введением новых навыков и изменением системы развития, ранее планировавшийся перенос персонажей из Arena в Daggerfall стал невозможен; игрокам необходимо создавать новых персонажей. Однако сохранились все классы персонажей, доступные ранее в Arena. Игрокам предоставляется возможность выбрать уже готовый класс или создать собственный. При создании пользовательского класса игрок определяет набор стартовых навыков, выбирает преимущества и недостатки, устанавливает начальные значения характеристик и максимальное количество очков здоровья, получаемых при повышении уровня. Система позволяет создавать нестандартные комбинации характеристик и навыков, такие как маг в латах или боевой маг с иммунитетом к параличу.
Создание персонажа с большим количеством преимуществ сопряжено с усложнением его дальнейшего развития — улучшение навыков и, соответственно, темп получения уровней может замедлиться до трёх раз по сравнению с персонажем без преимуществ и недостатков. Добавление персонажу различных недостатков компенсирует это: количество однотипных действий, необходимых для повышения навыка, возвращается к обычной величине. Если недостатков больше, чем преимуществ, темпы повышения навыков увеличиваются. Однако некоторые недостатки могут существенно усложнить выживание в игровом мире.
Игровой мир наполнен множеством неигровых персонажей, с которыми можно взаимодействовать (сражаться или говорить). В игре реализована система репутации. Она отражает отношение к протагонисту со стороны различных фракций и социальных групп, включая аристократию, простолюдинов, торговцев, различные гильдии, храмы, рыцарские ордена и преступный мир. Показатели репутации изменяются в зависимости от действий игрока и выполнения им заданий.
Игрок имеет возможность вступать в различные внутриигровые организации, такие как гильдии, храмы и рыцарские ордена. Членство в них предоставляет доступ к особым услугам и преимуществам, которые открываются по мере продвижения персонажа по иерархической лестнице фракции. Для повышения ранга необходимо выполнять поручения организации и развивать определённые навыки, ценимые данной фракцией. Так, в храмах игрок со временем получает возможность создавать зелья, а в гильдии магов — доступ к зачарованию предметов и созданию собственных заклинаний.
Игра не ограничивает игрока рамками положительного персонажа, позволяя отыгрывать роли вора или убийцы. Кроме того, протагонист может стать вампиром или оборотнем. В Daggerfall вампиризм и ликантропия дают персонажу как преимущества, так и определённые недостатки. Оба состояния излечимы, однако средства для этого труднодоступны. 
Помимо основной сюжетной линии, доступно большое количество побочных квестов. Задания можно получить у представителей гильдий, знати, торговцев, а также у принцев даэдра. Хотя большинство поручений можно классифицировать по четырём основным типам (уничтожение цели, охрана, поиск предмета или человека, доставка), в игре встречаются их многочисленные вариации, в том числе с нестандартной подачей — персонажа могут попросить, например, произвести обряд экзорцизма или найти источник порочащих слухов.

## Сюжет

Карта залива Иллиак и прибрежных королевств

Главный герой игры — доверенное лицо императора Тамриэля Уриэля Септима VII. Император отправляет его в королевство Даггерфол. Основная цель — узнать, почему призрак Лизандуса, предыдущего короля Даггерфола, бродит по улицам столицы по ночам и требует отмщения. Есть и дополнительное задание: нужно узнать судьбу письма, посланного императором правящей королеве Даггерфола. Письмо не дошло до адресата и, по возможности, должно быть возвращено. Однако корабль, который должен был привезти персонажа в Даггерфол, терпит крушение. Герой попадает в подземелье Трюм Капера (англ. Privateer's Hold). С этого момента начинаются события игры: персонаж должен покинуть подземелье и попасть в столицу.
Даггерфолл — это город на родине бретонцев, в Хай Роке. Герой направляется туда по личной просьбе императора Уриэля Септима VII, который просит его сделать 2 вещи: освободить дух покойного короля Лизандуса от земных оков, и выяснить — что случилось с письмом императора к шпиону Клинков при дворе Даггерфолла. Из-за серии неудач и путаницы письмо попадает к Гортворгу, королю орков Орсиниума. В письме раскрывается, что некто лорд Вудборн обладает тотемом Тайбера Септима, могущественным артефактом, необходимым для возрождения Нумидиума, мощного железного голема, с помощью которого Тайбер Септим создал Империю. С помощью придворной чародейки и любовницы Лизандуса, Медоры Диренни, герою удаётся поговорить с призраком Лизуандуса и узнать, что он желает мести тому, кто его предательски убил, лорду Вудборну. Со смертью Вудборна душа Лизандуса наконец обретает покой. Однако, тотема у Вудборна не оказывается. Он оказывается у Готрида, сына Лизандуса и действующего короля Даггерфолла. Император хочет, чтобы его шпион добыл тотем из сокровищницы Даггерфолла. Тотем говорит герою, что подчинится лишь тому, в чьих жилах течёт кровь Септима, поэтому герой должен передать его одному из семи ключевых персонажей в течение года. Оказывается, что матери Лизандуса, Нулфаге, известно местонахождение Мантеллы, источника энергии Нумидиума, где-то в Этериусе, мире духов.
Даггерфолл имеет 7 различных концовок:
- Если игрок передаст Мантеллу Подземному Королю Зурину Арктусу, сердцем которого она и является, тот впитает её силу, перейдёт в вечное упокоение и создаст вокруг себя большую область, свободную от магии.
- Если победит Готворг, он использует Нумидиум для уничтожения Имперских сил и королей залива, управляющих несколькими провинциями залива Иллиак. Орсиниум станет независимым королевством.
- Если победят Клинки, им удастся воссоздать первый Нумидиум и использовать его для победы над королями залива и орками, а также снова объединить все провинции Тамриэля под властью одной империи.
- Если победит король Готрид, королева Акорити или король Эдвир, он или она использует первый Нумидиум чтобы победить других королей.
- Если некромант Король Червей получит Мантеллу, он использует её, чтобы сделать себя богом.

С семью очень разными окончаниями Даггерфолла авторам серии The Elder Scrolls надо было творчески подойти к написанию продолжения. Книги в Morrowind и Oblivion показывают, что в финале Даггерфолла произошли пространственно-временные нарушения, известные как Прорыв Дракона, Деформация Запада или Чудо Мира. Считается[кем?], что такие аномалии происходили при каждой активации Нумидиума. Таким образом, все финалы Daggerfall произошли вместе: королевства Даггерфолл, Сентинель и Вэйрест консолидировали политическую силу; Орсиниум получил свою независимость; весь Тамриэль снова объединён под властью Империи; Король Червей стал богом; ещё одно воплощение Маннимарко стало лидером Ордена Чёрных Червей; а Подземный Король, наконец-то воссоединившийся со своим сердцем, умер.

## Разработка
Работа над The Elder Scrolls II: Daggerfall началась сразу же после релиза первой части серии Arena в марте 1994 года. В ходе проекта Тед Петерсон получил роль ведущего разработчика игры. Первоначально названная «Морнхолдом» и происходящая в Морровинде, в конечном счёте игра была перенесена в провинции Хай Рок и Хаммерфелл на северо-западе Тамриэля.
Использовавшаяся в Arena система, основанная на очках опыта, в Daggerfall была замещена системой, вознаграждавшей игрока за исполнение роли его персонажа. В Daggerfall была реализована улучшенная система создания персонажа, которая включала не только присущий Arena выбор из базовых классов, но и созданную под влиянием GURPS систему создания класса, которая предлагала игрокам возможность породить свой собственный класс и назначить ему умения.
Daggerfall изначально разрабатывался на обновлённом 2.5D движке Raycast, похожем на движок игры Doom, но в конечном итоге игра была разработана на XnGine, одном из первых по-настоящему трёхмерных движков. Daggerfall реализовал игровой мир площадью 160 000 квадратных километров, наполненном 15 000 городов с населением в 750 000 неигровых персонажей.
По словам Теда Петерсона, сюжет игры, разработка которого длилась около двух лет, не испытал сколь-либо заметного влияния со стороны компьютерных игр того времени, однако отдельные сюжетные элементы были вдохновлены такими источниками, как настольные игры и книги. Важную роль в создании основы сюжета сыграла Dungeons & Dragons, настольная игра Vampire: The Masquerade натолкнула разработчиков на идею кланов вампиров по всему региону, а задание, в котором игрок должен был найти пропавшего принца Сентинель, появилось благодаря книге Александра Дюма «Человек в железной маске», которую в то время читал Петерсон.

## Релиз
К 1996 году жанр западных CRPG считался мёртвым. Большая часть успешных ролевых проектов в этот период выпускалась японскими разработчиками, причём на приставках, а не на компьютерах. Поэтому Daggerfall, наряду с Diablo, был одним из немногих проектов, ожидаемых геймерами. От Daggerfall ожидали, что он превзойдёт Arena. В то же время, были и опасения, что Daggerfall будет, как и Arena, страдать от технических недоработок. 
Daggerfall была выпущена 31 августа 1996 года, в запланированное окно выпуска игры. 
Как и в случае с Arena, релиз Daggerfall страдал от программного кода со множеством багов. Код подлежал обновлению с помощью патчей, однако этот факт, тем не менее, оставил потребителей недовольными. Стремление избежать того, что было в словах Лефая — «все тупые патчи, которые у нас были в Daggerfall», привело к более осторожному графику релизов в будущем.
Сразу после выхода Daggerfall Тед Петерсон покинул Bethesda.

## Поддержка сообщества
После окончания официальной поддержки от Bethesda, некоторые разработчики модификаций исправляли найденные ошибки в последнем официальном релизе Daggerfall с помощью неофициальных патчей или переделок движка. DaggerfallSetup это установщик Daggerfall для современных версий Windows разработанный сообществом. Цель проекта — лёгкая установка и запуск полностью «пропатченного» Daggerfall в современных версиях Windows с помощью эмулятора DOSBox. Установщик содержит в себе многие официальные и неофициальные патчи и также фанатские локализации игры для нескольких языков, включая французский, русский, испанский и немецкий.

#### Переделки движка
XLEngine (старое название: DaggerXL) — порт (осовремененный модифицированный движок) игры Daggerfall, разрабатываемый с июня 2009 года.
Цель проекта состоит в создании обновлённой версии игры, приспособленной под современные операционные системы, современное аппаратное обеспечение (вместо использования MS-DOS/Windows 9x или эмуляторов/виртуальных машин), исправлении ошибок и реализации возможностей, заявленных, но не появившихся (или частично закодированных) в релизной версии Daggerfall. Также заявлена возможность подключения плагинов-модификаторов, как в Morrowind и более новых играх серии. Для работы порта требуются файлы оригинального Daggerfall.
К апрелю 2013 года XLEngine поддерживал создание персонажа, рендеринг любой области с хорошей графикой (включая сглаживание и анизотропную фильтрацию, динамический свет, эффект bloom и аппаратное ускорение), полностью бесшовный мир и путешествия, смену времени суток, основной геймплей и многое другое. Дальнейшие особенности геймплея и баг-фиксы в настоящее время разрабатываются и отлаживаются для будущих выпусков XLEngine. Отдельные энтузиасты уже ведут работу над текстурами и спрайтами высокого разрешения.
Daggerfall Unity это другой проект с открытым исходным кодом, который воссоздаёт The Elder Scrolls II: Daggerfall используя игровой движок Unity. По состоянию на начало 2020 года выпущена альфа версия и ведётся её активная разработка.

#### Модификации
Несмотря на то, что Daggerfall не выпускался с официальным набором инструментов для создания модификаций, как в последующих частях серии The Elder Scrolls, энтузиасты сами создали инструменты для получения доступа к содержимому игры вскоре после выхода Daggerfall. В результате, большое количество дополнительных заданий, улучшений графики и возможностей игрового процесса были разработаны третьими лицами. Заметные модификации включают в себя AndyFall и DaedraFall.

## Отзывы и критикa

### Продажи
Для выпуска Daggerfall 20 сентября в магазины было доставлено около 120 000 экземпляров. Игра превзошла внутренние оценки Bethesda и сразу же стала хитом: более 100 000 экземпляров было продано в течение двух дней после выхода. В результате во многих розничных магазинах запасы были исчерпаны. Хотя второй тираж Daggerfall был отгружён 24 сентября, издание Next Generation сообщило, что «ожидается, что эта партия будет значительно меньше первой из-за производственных ограничений». В Соединённых Штатах игра дебютировала на четвёртом месте в ежемесячном чарте продаж компьютерных игр PC Data за сентябрь 1996 года. В следующем месяце она заняла шестое место, а в ноябре опустилась на 16 позицию. Вспоминая прошлое в интервью Kotaku 2014 года, Тодд Говард отметил, что с коммерческой точки зрения Daggerfall «отлично справилась».

### Отзывы критиков
| Иноязычные издания              | Иноязычные издания                         |
| Издание                         | Оценка                                     |
| ------------------------------- | ------------------------------------------ |
| CGW                             | [ 25 ]                                     |
| Next Generation                 | [ 26 ]                                     |
| PC Gamer (UK)                   | 89 %                                       |
| PC Gamer (US)                   | 90 %                                       |
| PC Zone                         | 65/100                                     |
| PC Magazine                     | [ 30 ]                                     |
| Computer Games Strategy Plus    | [ 31 ]                                     |
| Русскоязычные издания           |                                            |
| Издание                         | Оценка                                     |
| PRO Игры                        | 86 %                                       |
| Магазин игрушек                 | 97 %                                       |
| SBG Magazine                    | 9/10                                       |
| Награды                         |                                            |
| Издание                         | Награда                                    |
| Game.EXE (1997)                 | Ролевая игра 1996 года                     |
| Лучшие компьютерные игры (2009) | Игры с полной свободой: 10 лучших! 8 место |

Daggerfall была встречена одобрением критиков, превзойдя свою предшественницу по количеству номинаций «Игра года». Она была названа лучшей компьютерной ролевой игрой (CRPG) 1996 года по версии журналов Computer Gaming World и PC Gamer US и получила награду Spotlight Award в номинации «Приключенческая/RPG игра года» на Game Developers Conference. Она также была номинирована на звание лучшей CRPG года по версии GameSpot и Computer Games Strategy Plus, но уступила обе награды Diablo. Редакторы Computer Gaming World резюмировали, что игра «не идеальна, но она революционна».
Майкл Вольф, рецензируя игру в PC Gamer US, назвал её «примерно настолько близкой к реальности (или фантазии?), насколько это возможно в компьютерной игре». Хотя он раскритиковал баги игры и литературные огрехи, он назвал Daggerfall «одной из самых реалистичных, вовлекающих и впечатляющих ролевых игр на рынке». До выхода игры Computer Gaming World назвал её восьмым по счёту vaporware-продуктом в истории компьютерных игр. Редакторы писали: «перегрузка фичами и ползучее развитие технологий слишком долго задерживали эту потенциальную жемчужину». Несмотря на недовольство задержкой, издание позже поставило игре оценку 4,5/5.
В журнале PC Magazine обозреватель Майкл Райан назвал её «революционной» и добавил, что она «может стать лучшей ролевой игрой со времён Ultima IV от Origin». Как и Вульф, он нашёл недостатки в игре, количество которых, по его словам, «шокировало» сотрудников журнала. Несмотря на эти проблемы, Райан отметил, что сотрудники журнала стали «безнадёжно зависимы от бесконечных возможностей и игрового процесса Daggerfall». Рецензент журнала Next Generation писал, что Daggerfall «как никогда близко подошла» к моделированию реальной жизни, и что долгое ожидание игры «стоило того». Джеймс Флинн из PC Gamer UK высоко оценил размер, глубину и ролевую механику игры, но оговорился, что она «очень, очень медленная» и «настолько большая и детализированная, насколько игра вообще может быть, не рухнув под собственным весом». Флинн писал, что самым большим недостатком игры является её визуальное оформление, и закончил: «при всем том, что сегодня доступно программистам и художникам, остаётся загадкой, как им удалось создать такой уродливый серый вид с использованием шрифтов Spectrumª».
Энди Бэкер из Computer Games Strategy Plus назвал Daggerfall «несовершенным шедевром», отметив, что ошибки не позволили ей достичь совершенства. Однако он написал, что это «возможно, лучшая CRPG всех времен», а также «лучшая CRPG года, и точка». В PC Zone Чарли Брукер назвал основную концепцию игры — симуляцию виртуального мира — «здравой», и предположил, что Daggerfall могла бы преуспеть в жанре MUD. Однако он посчитал, что игра была неудачным экспериментом, так как на его взгляд современные технологии не смогли создать достаточно интересный однопользовательский мир. Брукер закончил свой обзор комментарием «какой смысл в возможности идти куда хочешь и делать что хочешь, если все это не так интересно, как в реальной жизни?».
В рецензии Game Revolution игра была названа «ролевой игрой года» и «одной из ЛУЧШИХ ролевых игр в истории (на сегодняшний день)». Трент Уорд, писавший для GameSpot в 1996 году, выразил мнение, что Bethesda «наконец-то вернулась к ролевым играм старой школы и создала приключение, на разгадку которого уйдут месяцы даже у самого опытного геймера». Журнал PC Gamer включил Daggerfall в список «самых амбициозных компьютерных игр».
В 1997 году редакторы PC Gamer US назвали Daggerfall 50-й лучшей игрой всех времен, а редакторы PC Gamer UK поместили ее в свой список под номером 33. Первое издание назвало ее «превосходной ролевой игрой», но вновь раскритиковало многочисленные ошибки; второе назвало ее «настолько масштабной, что она грозит рухнуть под собственным гигантским весом».

### Разногласия
Media Technology Limited, материнская компания Bethesda Softworks, подала иск о клевете против сенаторов США Джозефа Либермана и Герба Коля за их высказывания о том, подходит ли игра Daggerfall для детей. Либерман и Коль охарактеризовали иск как рекламный трюк, направленный на повышение рождественских продаж игры.